# 1994 YA1
1994 YA1 är en asteroid i huvudbältet som upptäcktes den 28 december 1994 av den japanska astronomen Takao Kobayashi vid Ōizumi-observatoriet.
Asteroiden har en diameter på ungefär 10 kilometer.